# Jarosławiec (gromada w powiecie hrubieszowskim)
Jarosławiec – dawna gromada, czyli najmniejsza jednostka podziału terytorialnego Polskiej Rzeczypospolitej Ludowej w latach 1954–1972.
Gromady, z gromadzkimi radami narodowymi (GRN) jako organami władzy najniższego stopnia na wsi, funkcjonowały od reformy reorganizującej administrację wiejską przeprowadzonej jesienią 1954 do momentu ich zniesienia z dniem 1 stycznia 1973, tym samym wypierając organizację gminną w latach 1954–1972.
Gromadę Jarosławiec z siedzibą GRN w Jarosławcu utworzono – jako jedną z 8759 gromad na obszarze Polski – w powiecie hrubieszowskim w woj. lubelskim na mocy uchwały nr 8 WRN w Lublinie z dnia 5 października 1954. W skład jednostki weszły obszary dotychczasowych gromad Aurelin, Jarosławiec, Lemieszów, Putnowice Górne, Wysokie i Busieniec ze zniesionej gminy Uchanie w tymże powiecie. Dla gromady ustalono 15 członków gromadzkiej rady narodowej.
1 stycznia 1962 gromadę zniesiono, włączając jej obszar do gromad: Teratyn (wsie Jarosławiec, Lemieszów i Wysokie), Uchanie (wsie Putnowice Górne i Aurelin) i Białopole (wieś Busieniec) w tymże powiecie.